# فرنچ ایلند (ویسکانسین)
فرنچ ایلند (به انگلیسی: French Island) یک منطقهٔ مسکونی در ایالات متحده آمریکا است که در Campbell واقع شده‌است. فرنچ ایلند ۶٫۲ کیلومتر مربع مساحت و ۴٬۲۰۷ نفر جمعیت دارد و ۱۹۸ متر بالاتر از سطح دریا واقع شده‌است.